# Alexandre Hangerli
Alexandre Hanguerli, en roumain Alexandru Hangherli, en grec Alexandros Haggerlí (Αλεξάνδρος Χαγγέρλι), en turc Iskander Hangerlı parfois transcrit Handjery, né à Constantinople en 1768 et mort à Moscou le 12 juin 1854, est un prince Phanariote qui, après avoir été au service de l’Empire ottoman, est Hospodar de Moldavie en 1807. La monarchie est élective dans les principautés roumaines de Moldavie et de Valachie. Le souverain (voïvode, hospodar ou domnitor selon les époques et les sources) est élu par (et souvent parmi) les boyards, puis agréé par les Ottomans : pour être nommé, régner et se maintenir, il s’appuie sur les partis de boyards et fréquemment sur les puissances voisines, habsbourgeoise, russe et surtout turque, car jusqu’en 1859 les deux principautés sont vassales et tributaires de la « Sublime Porte ».

## Biographie
Alexandru Hangerli est un fils de Gheorghe Hangerli ou Georgios Haggerli, un médecin de Constantinople, frère de Samuel Ier Hangerli qui est patriarche de Constantinople. Ce dernier met son influence en jeu pour favoriser la carrière de ses deux neveux Constantin et Alexandre, en les introduisant dans le milieu des familles phanariotes où ils contractent des unions prestigieuses.
Alexandre commence sa carrière en Valachie pendant le règne de son frère aîné qui le nomme Mare Ban (gouverneur) de Craiova en 1798. Malgré l’exécution en 1799 de Constantin Hangerli dénoncé à tort comme traître par le général ottoman Husein Küçük qui voulait ainsi masquer sa propre incompétence, il réussit à maintenir sa famille dans les milieux dirigeants.
Alexandre devient Drogman de la Flotte en 1805 avant d’être nommé prince  de Moldavie du 7 mars au 24 juillet 1807 il doit se démettre en faveur de son neveu Scarlat Kallimachis mais il n’a été qu’un prince titulaire n'ayant pas exercé de pouvoir effectif du fait de l’occupation russe pendant la guerre russo-turque de 1806-1812.
Dès les prémices de la révolution grecque, Alexandru Hangerli est alerté par l’ambassadeur de Russie à Constantinople des risques encourus par la communauté phanariote. Deux de ses frères, Démètre et Nicolas et son neveu Michel Hangerli Drogman de la Flotte de 1808 à 1811 sont exécutés à Constantinople en 1821 : Alexandru se réfugie avec sa famille à Odessa avant de s’établir à Moscou.
Alexandre Hangerli est également un orientaliste distingué. Il publie en français à Moscou en 1841 un ouvrage en trois volumes intitulé « Dictionnaire français-arabe-persan et turc. Enrichi d'exemples en langue turque avec des variantes, et de beaucoup de mots d'arts et de sciences » qui demeure une référence en ce domaine pendant tout le XIXe siècle.
Il meurt à Moscou en 1854.

## Union et postérité
Alexandre Hangerli épouse Smaragda Kallimachis une fille du prince Grégoire Kallimachis : ils ont 6 enfants.